# 魏薩赫河 (基姆湖)
47°51′34.05″N 12°30′50.99″E / 47.8594583°N 12.5141639°E

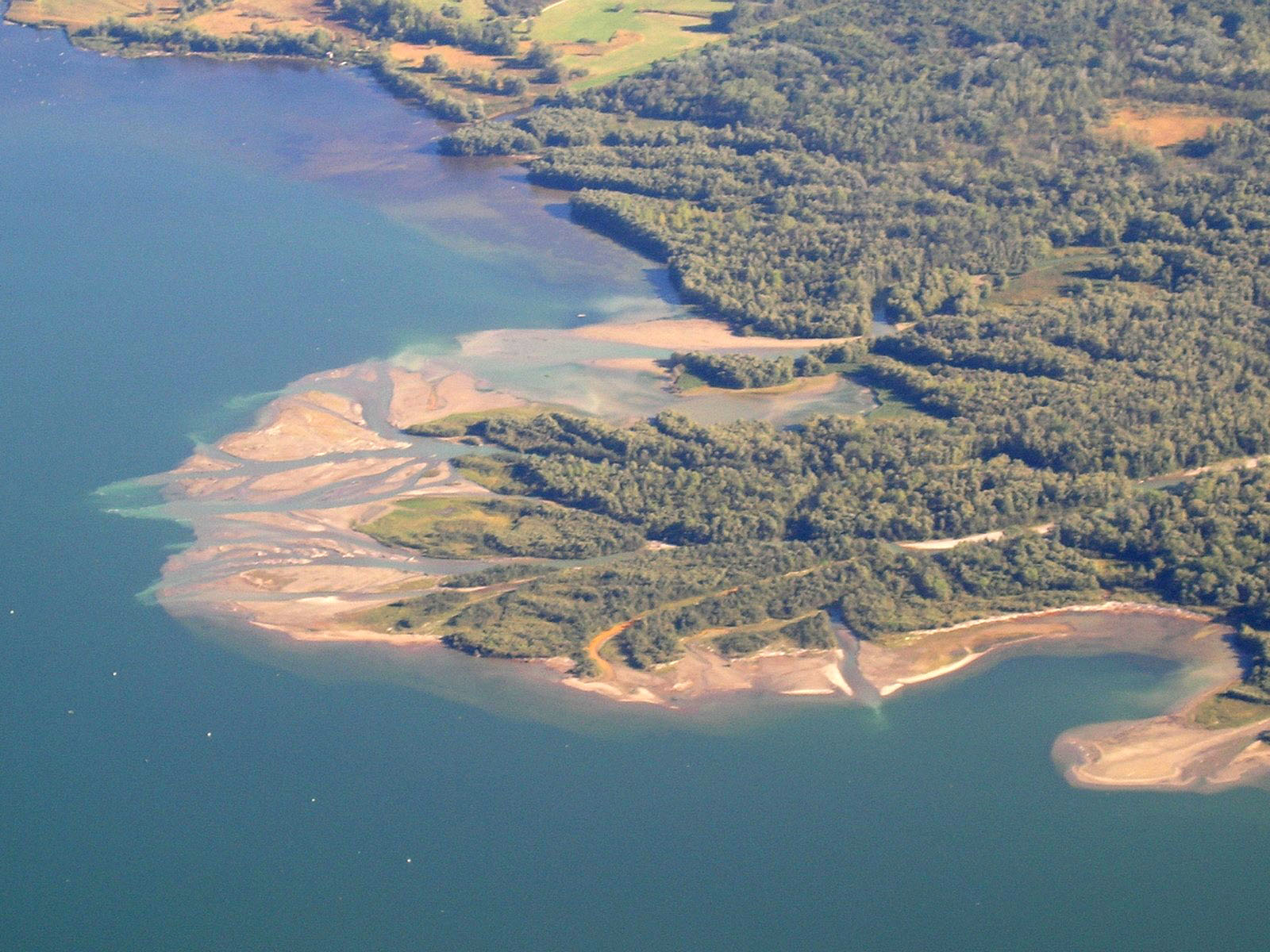

魏薩赫河是德國的河流，位於該國東南部，由巴伐利亞負責管轄，河道全長21.7公里，流域面積72.3平方公里，發源自霍赫蓋恩山東坡，最終在格拉本施泰特附近注入基姆湖。